# Gilgit

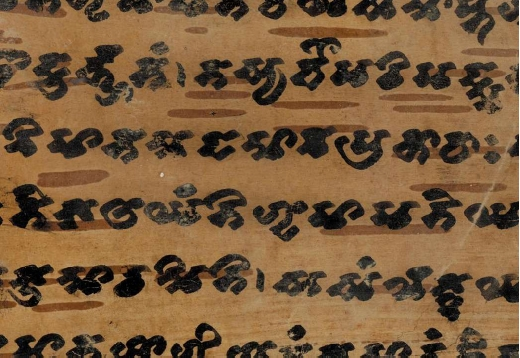
A buddhista Jyotiṣkāvadāna kézirata Gilgitből

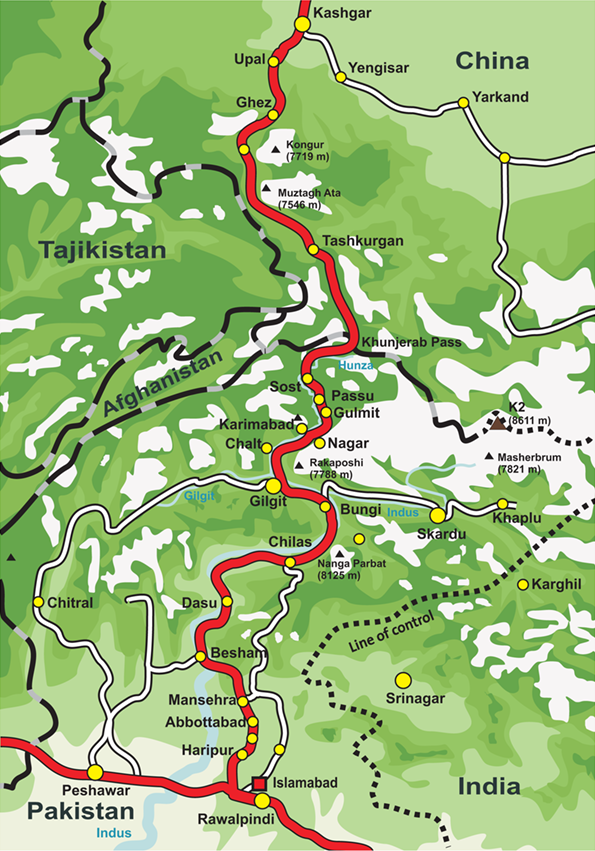
A Karakoram főútvonal áttekintő térképe.

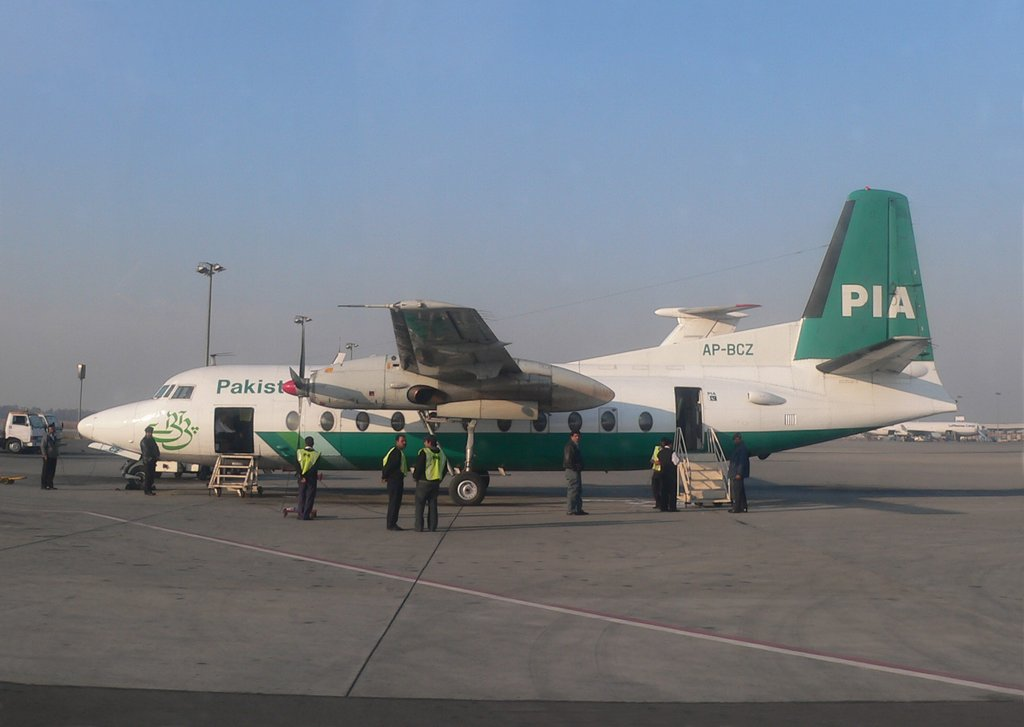
Az Északi területre menetrend szerint közlekedő PIA F27 gép.

Gilgit (Urdu: گلگت) pakisztáni város, az Északi területek közigazgatási régió, illetve Gilgit kerület székhelye. A Karakoram hegyvidék lábánál fekszik, a Gilgit folyó völgyében.

## Története
Gilgit a selyemút fontos állomása volt, amelyen keresztül az Indiából kiinduló buddhizmus Ázsia többi részében is elterjedt. Gilgitben számos szanszkrit nyelvű buddhista kézirat került elő, köztük a Szív Szútra hosszabb változata. Gilgiten beszámolójuk szerint keresztülhaladt két híres kínai utazó, Fa-hszien és Hszüan-cang. A városon évszázadokig a helyi Trakane-dinasztia uralkodott, 1810-ig. 1841-ben a virágzó régiót nagy csapás érte, amikor a földcsuszamlás elzárta Indus vize elöntötte. 1842-ben Gilgitet a szikhek foglalták el. 1846-ban Dzsammu foglalta el, de 1852-ben a fellázadt gilgitiek elűzték a hódítókat. 1860-ban Dzsammu helyreállította uralmát. 1889-ben Gilgit a Brit Birodalom fennhatósága alá került. Amikor 1947-ben, amikor a brit uralom megszűnt, Gilgit Kasmírhoz került és azóta ténylegesen Pakisztán része, de India a Kasmír-vita által érintett területek közt magának követeli.

## Neve
A város ókori neve Sargin volt, a helyiek ma is emlegetik Sargin-Gilit néven. A Gilgit nevet a szikh és dogra hódítóktól kapta. Burusaszki nyelven neve Geelt. A szanszkrit irodalomban valószínűleg a Ghallata nevet használták a városra.

## Turizmus, közlekedés
Gilgit Skardu mellett a Karakoramba tartó turisták és a Himalája csúcsaira induló hegymászó expedíciók fő bázisa. A külföldi turisták leggyakrabban repülőgéppel érkeznek Gilgitbe, mivel az út Iszlámábádból a Karakoram főútvonallon csaknem 24 órát vesz igénybe. Gilgit a főútvonaltól mintegy 10 kilométerre fekszik, a főút déli irányban Chilasz, Daszu, Besam, Manszehra, Abbottabad és Iszlámábád városokkal köti össze, észak felé Pakisztánban Karimabaddal és Szuszttal, Kínában Taskurgan, Upal és Kasgar városokkal.